# ヤン・ファン・ホーイェン
ヤン・ファン・ホーイェン（Jan Josephszoon van Goyen オランダ語発音: [ˈjɑn vɑŋ ˈɣoːjə(n)]、1596年1月13日－1656年4月27日）は、17世紀オランダの画家。ヤン・ファン・ホイエンとも表記される。

## 概要
ライデンで生まれ、10歳の頃から複数の親方画家の下で修行していた。1617年頃、ハールレムに出てエサイアス・ファン・デ・フェルデの元で風景画の技法を習ってから才能を花開かせ、30歳の頃には師の作品と見紛うかのような作品を描くようになった。
彼は作品に自己の署名かモノグラム及び製作年月日を挿入する癖があったために、創作年代がはっきりとしている画家の1人である。従って、彼の画風の変化を感じとることが容易である。修行時代の彼の絵は強い色彩と分散的な構図が特徴的であるが、次第に一定の色調と簡素で統一的な構図を採るようになり、1630年代に入ると金色がかった茶色や淡い緑色を使った淡色風景画を描くことが多くなり、後に「色調の時代」と呼ばれた。更に水平と垂直の2要素を組み合わせた堅固な構図を用いながら、1640年代から晩年にかけてより強い明暗のコントラストを用いながら、表現力に富んだ風景画を描くようになった。彼の自由で直截な様式と生き生きとした筆遣いに裏打ちされた彼の画風は、「オランダ風景画」の形成に重大な役割を果たしたと考えられている。
彼は、オランダ国内外を旅行して各地で風景画を描き続けたが、1631年に生活の拠点をハーグに移した。彼はここを中心として『川の眺め』（1636年）、『村と砂丘』（1647年）、そして最晩年の代表作である『夕べの静けさ』（1656年）などを描いた。彼の名声は高く、1651年にはハーグの市長室を飾る市のパノラマ風景画を担当した。しかも、彼は非常に多くの仕事をこなし、現存する絵だけで1,000枚以上確認でき、更にそれに匹敵する素描も残されている。失われた絵も含めれば相当な数にのぼる。にもかかわらず、彼は様々な投資を行っては失敗し続けていたため、彼は多くの収入を得ながら貧困に悩まされ、没したときには破産間際であったという。しかも没後に急激に評価を落とし、19世紀末期に再評価されるまで「忘れられた画家」となっていた。

## 作品

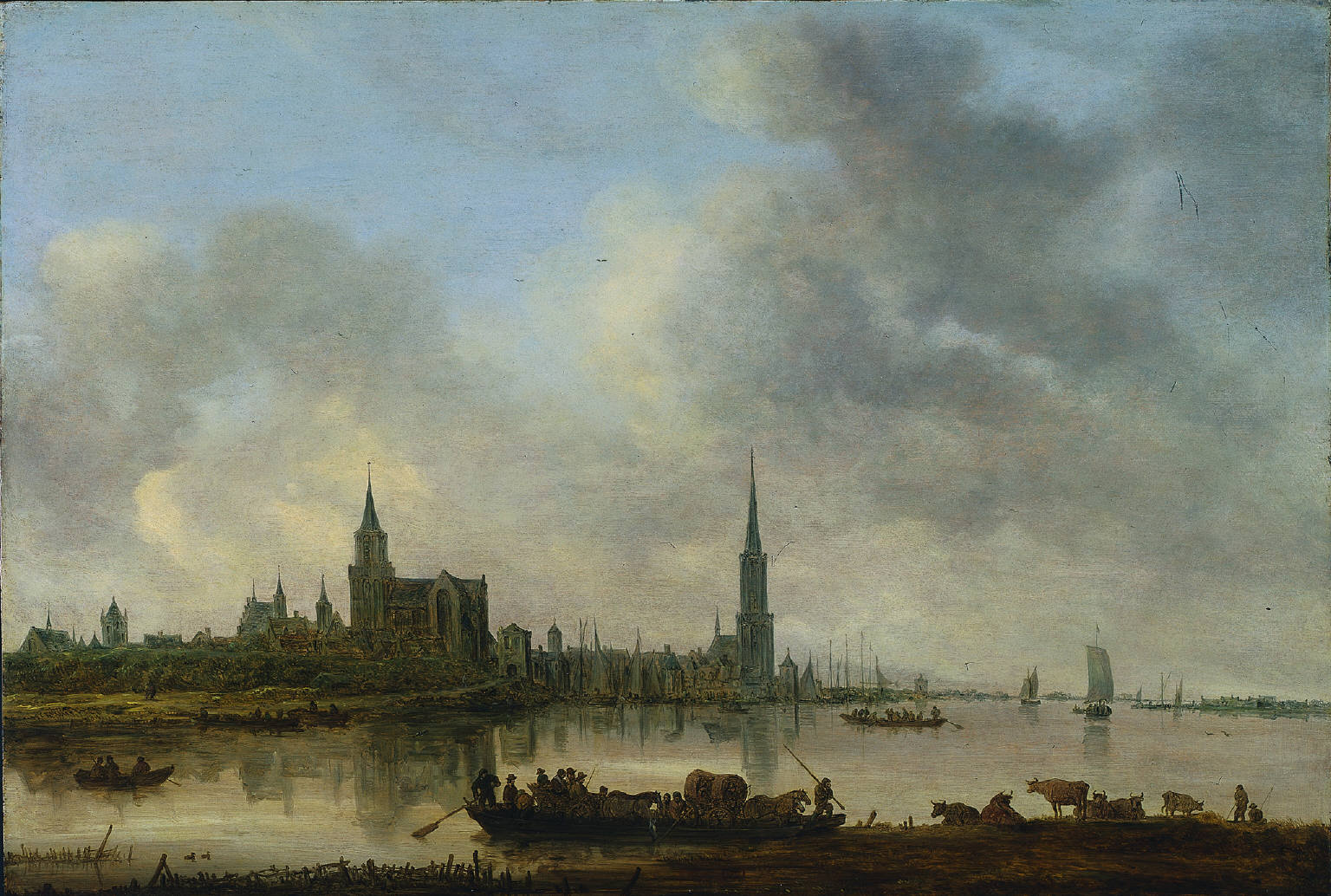
『エメリッヒの風景』
『ハーレマーメールの風景』
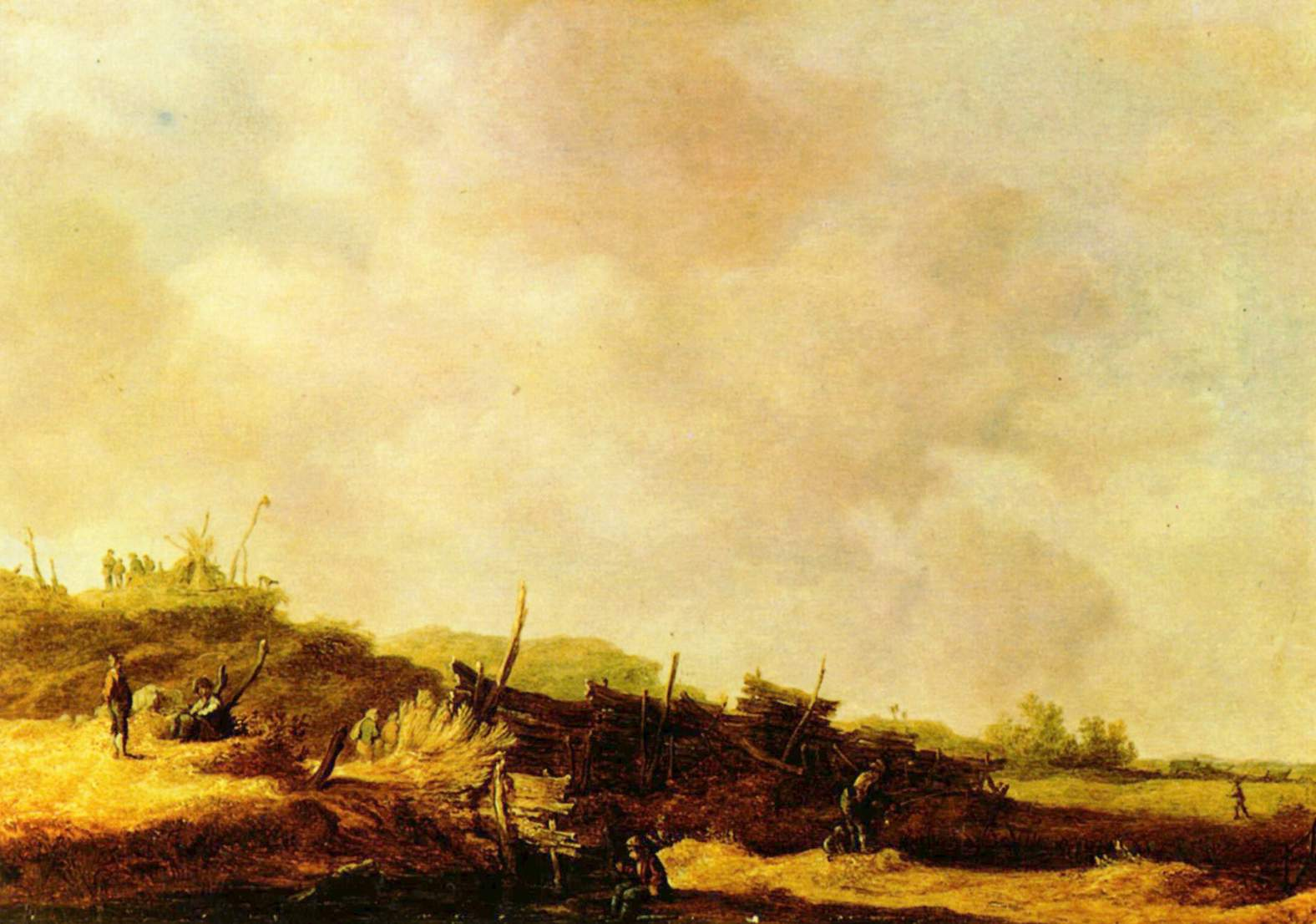
『砂丘の風景』
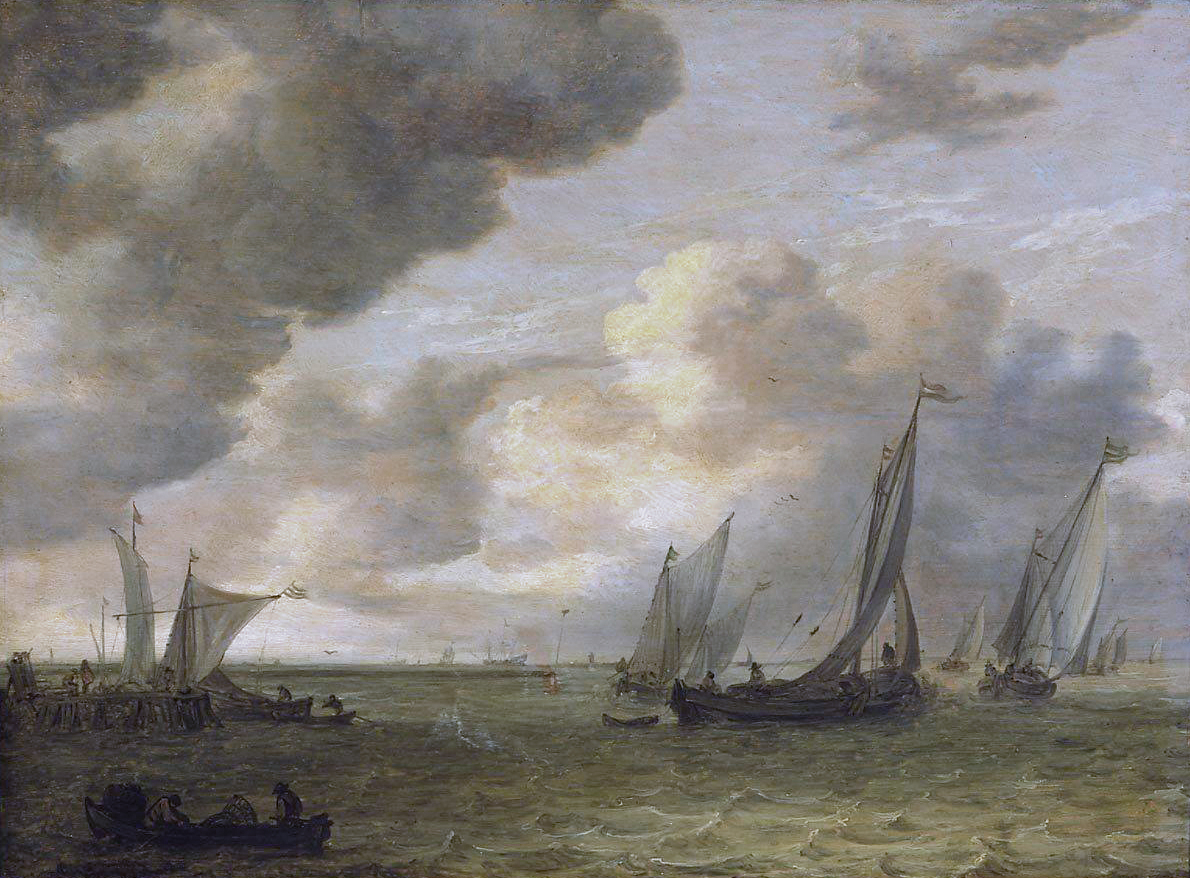
『帆船のいる河口』
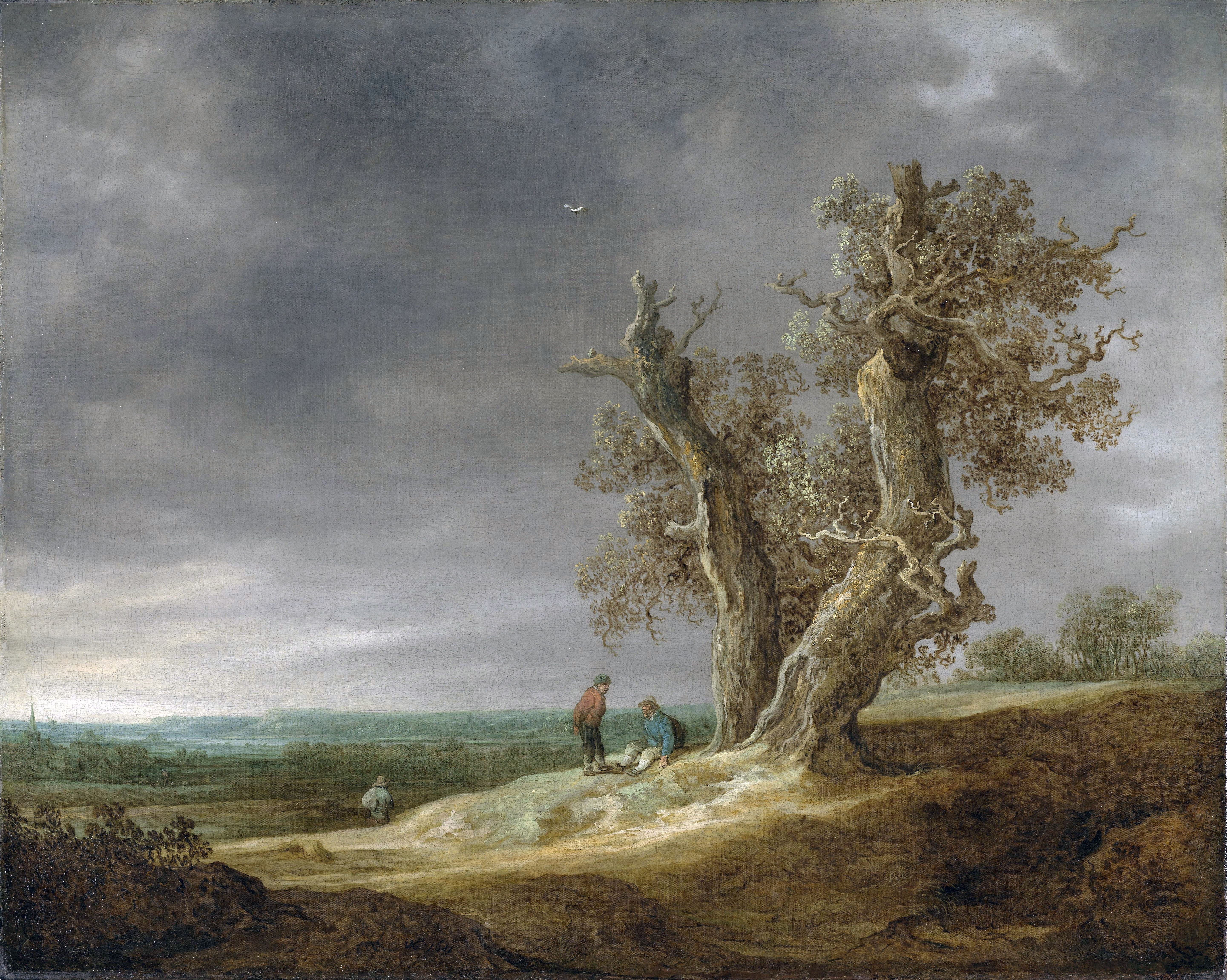
『2本の樫のある風景』
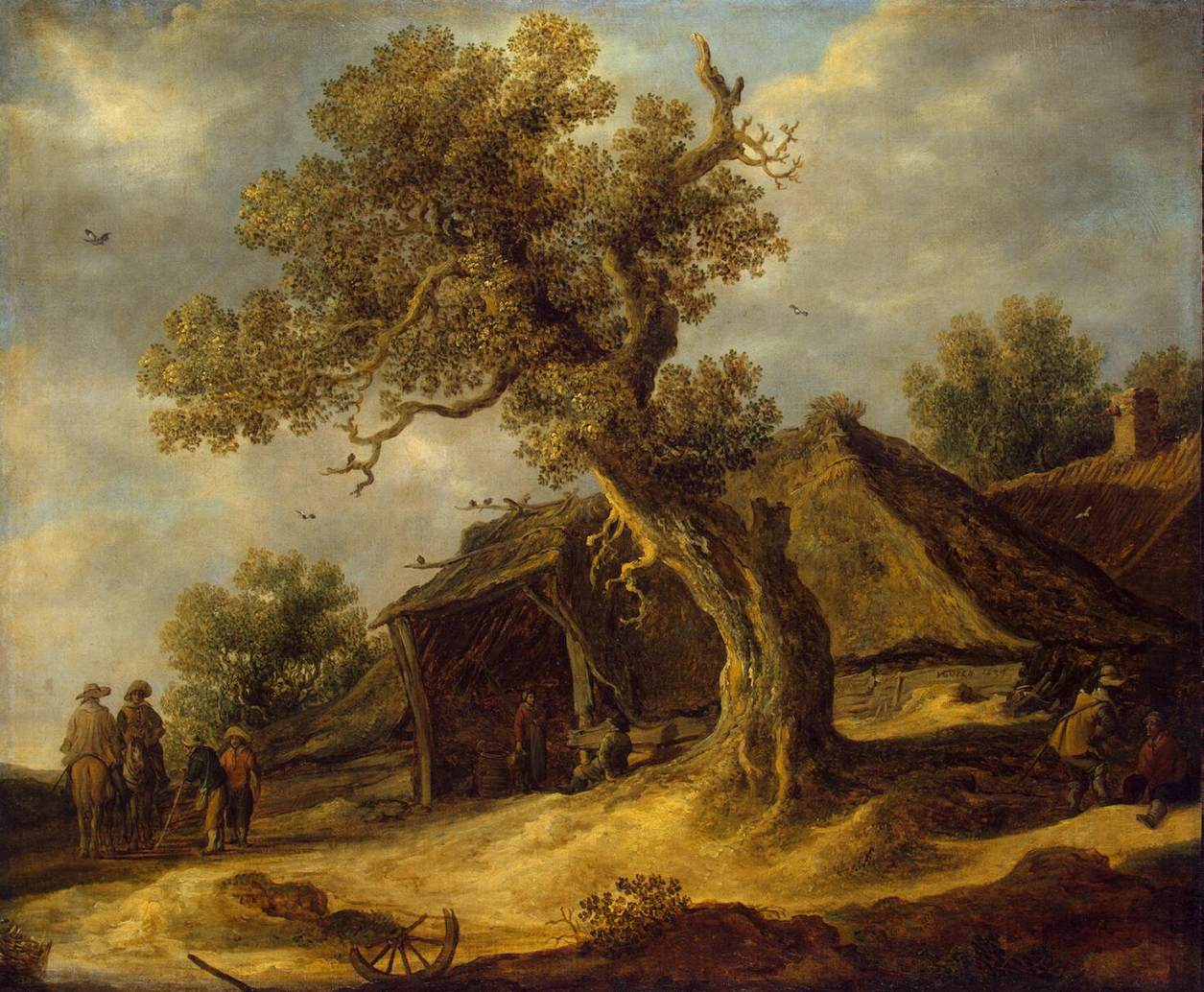
『楢の木のある風景』 (エルミタージュ美術館、サンクトペテルブルク)
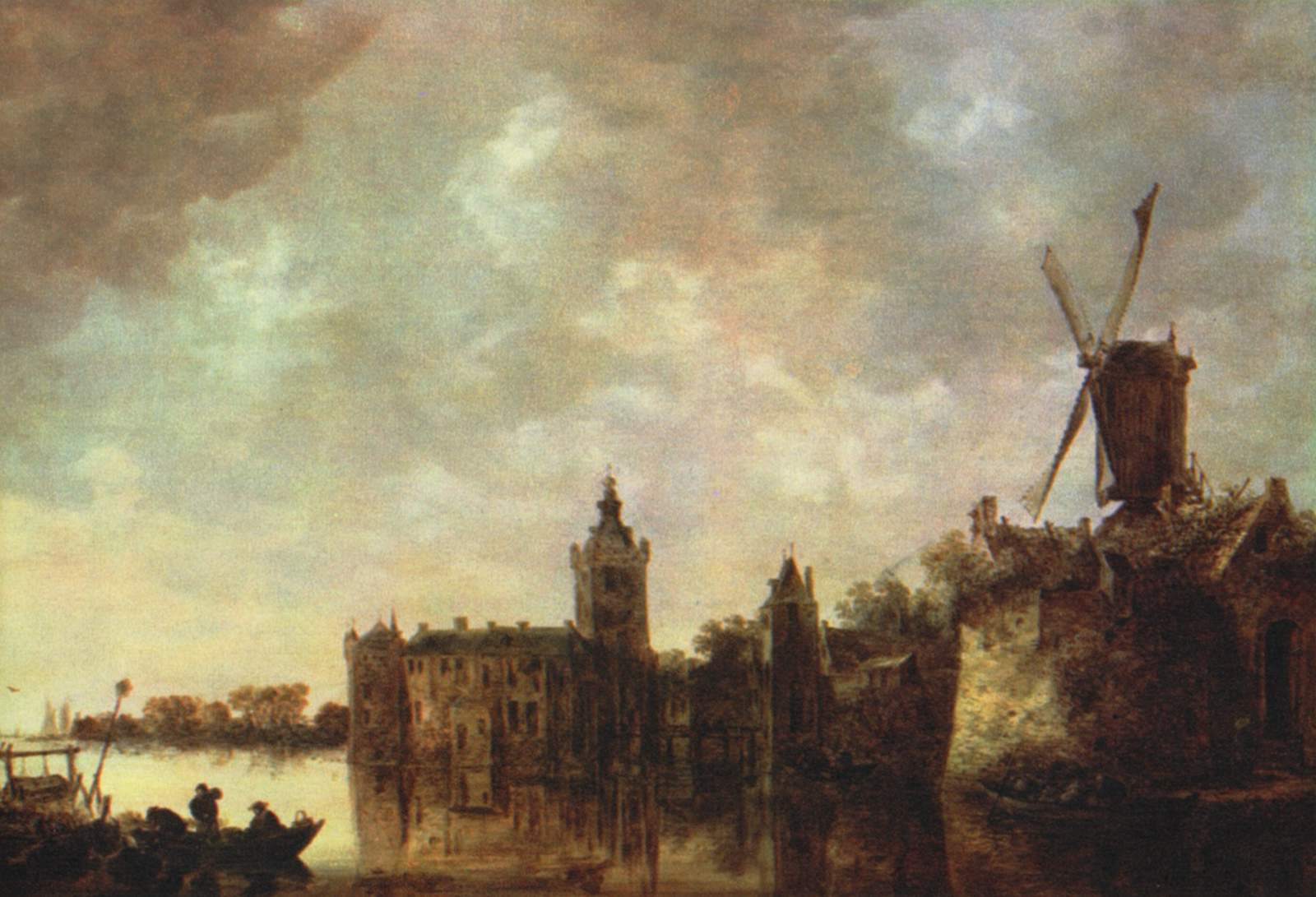
『モントフォルト城』
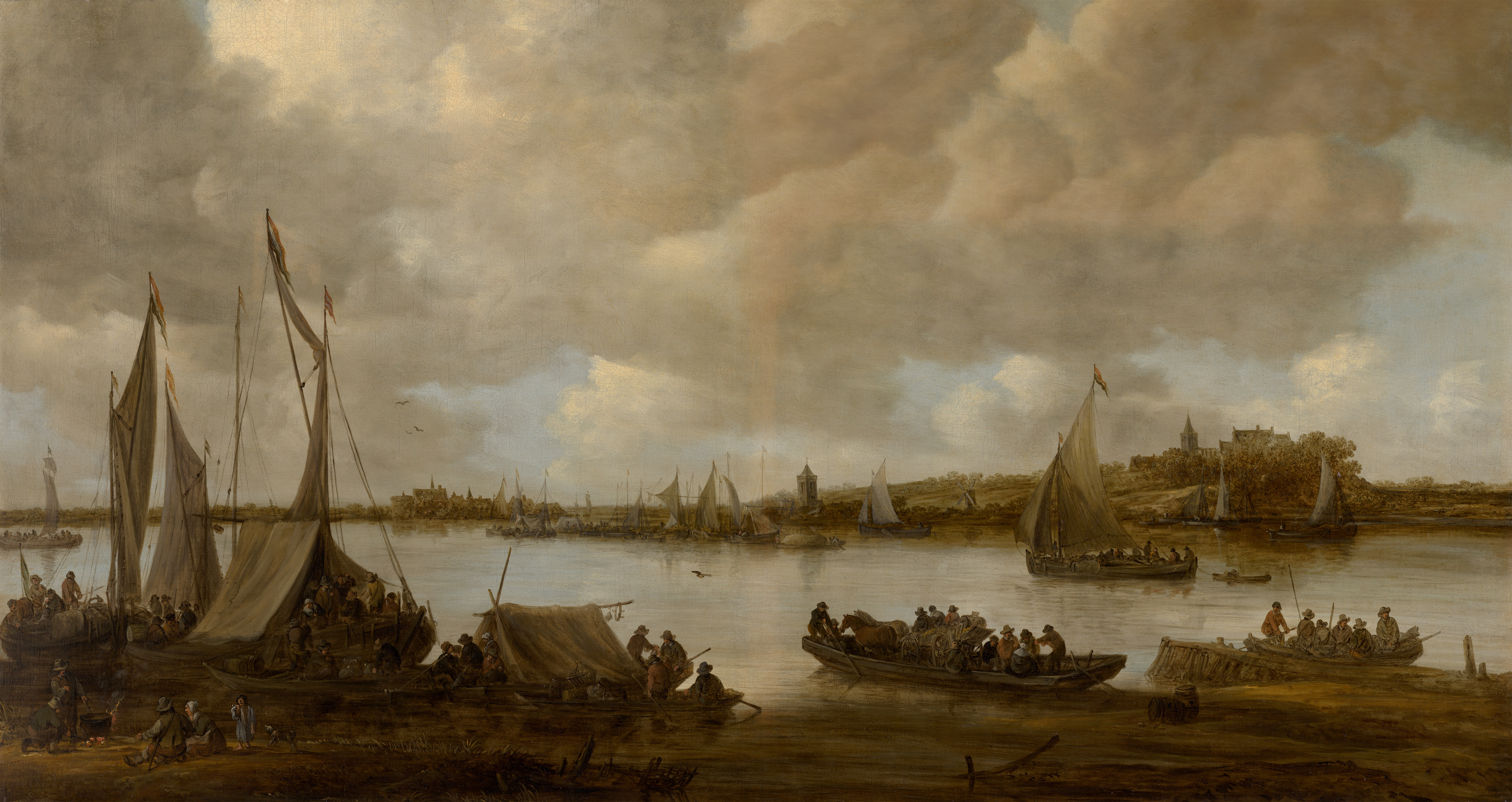
『ホーホ＝エルテン近くのライン川の眺望』 (マウリッツハイス美術館、デン・ハーグ)
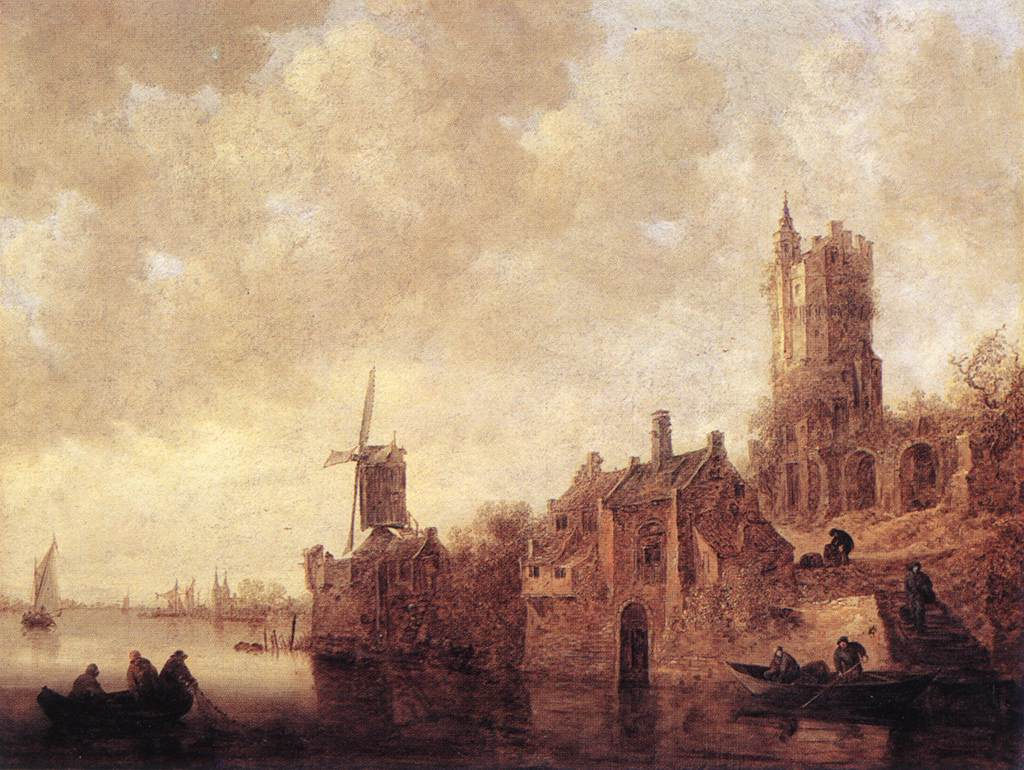
『風車と城の廃墟のある川沿いの風景』ルーヴル美術館、パリ